# Jos Broekx
Josse Hendrik Maria Johan (Jos) Broekx (Neerpelt, 14 december 1951) is een Belgisch voormalig kajakker. Hij nam driemaal deel aan de Olympische Spelen en behaalde daarbij geen medailles. Hij nam verschillende malen deel aan de wereldkampioenschappen en behaalde daarbij één zilveren en één bronzen medaille.

## Biografie
Jos Broekx nam in 1970 voor het eerst deel aan de wereldkampioenschappen kajakken. In 1971 werd hij achtste op de K1 10.000 m. In 1972 nam hij samen met Jean-Marie D'Haese, Paul Stinckens en Roger T'Joncke op de K4 1000 m deel aan de Olympische Spelen in München. Het Belgische viertal greep met een vierde plaats in de halve finale net naast een finaleplaats. 
In 1973 behaalde Broekx samen met clubgenoot Stinckens brons op de wereldkampioenschappen K2 10.000 m en het jaar nadien zelfs zilver. Op deze wereldkampioenschappen van 1974 haalde hij met Stinckens ook de finale van de K2 1000 m en aangevuld met clubgenoten Paul Broekx en Jacky Alders ook die van de K4 1000, ook een olympisch nummer. Op de Olympische Spelen van 1976 wordt hij met hetzelfde viertal opnieuw vierde in de halve finale. Met Stinckens haalde hij verschillende ereplaatsen op de wereldkampioenschappen K1 10.000 m en in 1977 ook een finaleplaats op het olympisch nummer K2 1000 m. Op de Olympische Spelen van 1980 werd het duo op dit nummer vijfde in de halve finale.
Jos Broekx was lid en bestuurslid van Neerpeltse Watersport Club. Zijn broers Erik en Paul, zijn schoonbroer Paul Stinckens en zijn nicht Lize Broekx waren ook actief in het kajakken.

## Palmares

### K1
- 1971: 8e wereldkampioenschappen te Belgrado - 10.000m - 46.29,0

### K2
- 1973:  wereldkampioenschappen te Tampere - 10.000m - 41.09,56
- 1974:  wereldkampioenschappen te Mexico-Stad - 10.000m - 42.29,87
- 1974: 9e wereldkampioenschappen te Mexico-Stad - 1000m - 3.49,30
- 1975: 5e wereldkampioenschappen te Belgrado - 10.000m - 39.31,20
- 1977: 6e wereldkampioenschappen te Sofia - 1000m - 3.36,05
- 1977: 6e wereldkampioenschappen te Sofia - 10.000m - 40.04,04
- 1978: 6e wereldkampioenschappen te Duisburg - 10.000m - 40.46,54
- 1979: 6e wereldkampioenschappen te Duisburg - 10.000m - 41.44,86
- 1980: 5e ½ fin. Olympische Spelen te Moskou - 1000m
- 1981: 8e wereldkampioenschappen te Nottingham - 10.000m - 40.47,78

### K4
- 1970: 13e wereldkampioenschappen te Kopenhagen - 10.000m - 40.45,61
- 1972: 4e ½ fin. Olympische Spelen te München - 1000m
- 1973: 8e wereldkampioenschappen te Tampere - 10.000m - 37.18,61
- 1974: 9e wereldkampioenschappen te Mexico-Stad - 1000m - 3.41,26
- 1975: 11e wereldkampioenschappen te Belgrado - 10.000m - 36.12,22
- 1976: 4e ½ fin. Olympische Spelen te Montréal - 1000m